# Zámecký komplex Golčův Jeníkov
Zámecký komplex (též Zámecký areál) v Golčově Jeníkově je souhrnné označení, které v minulosti neslo seskupení čtyř historických budov, z nichž se do současnosti dochovaly tři. Nachází se téměř v centru Golčova Jeníkova v místech, kde se do roku 1580 rozprostírala dnes již zaniklá ves Zábělčice.

## Části komplexu

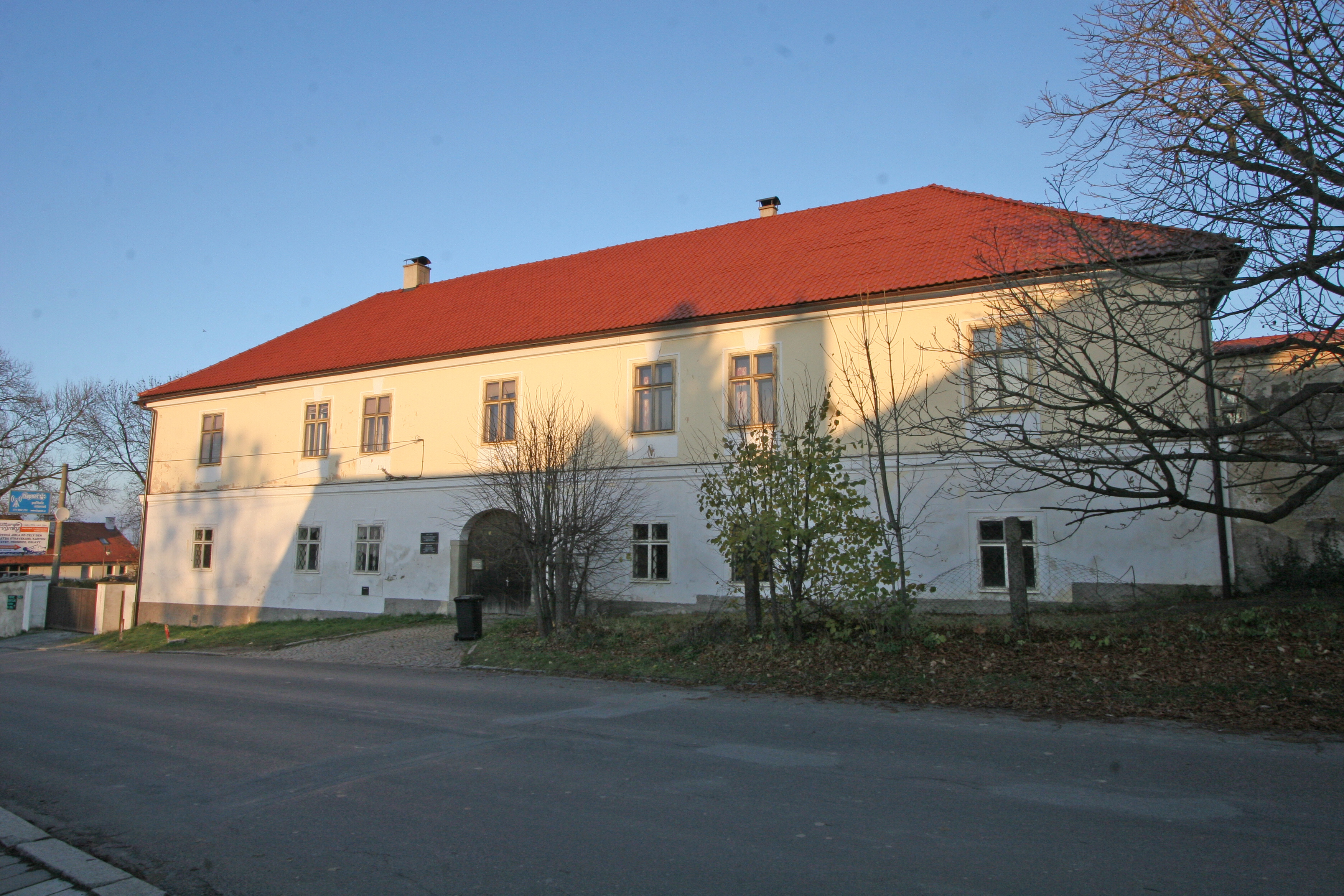
Starý zámek

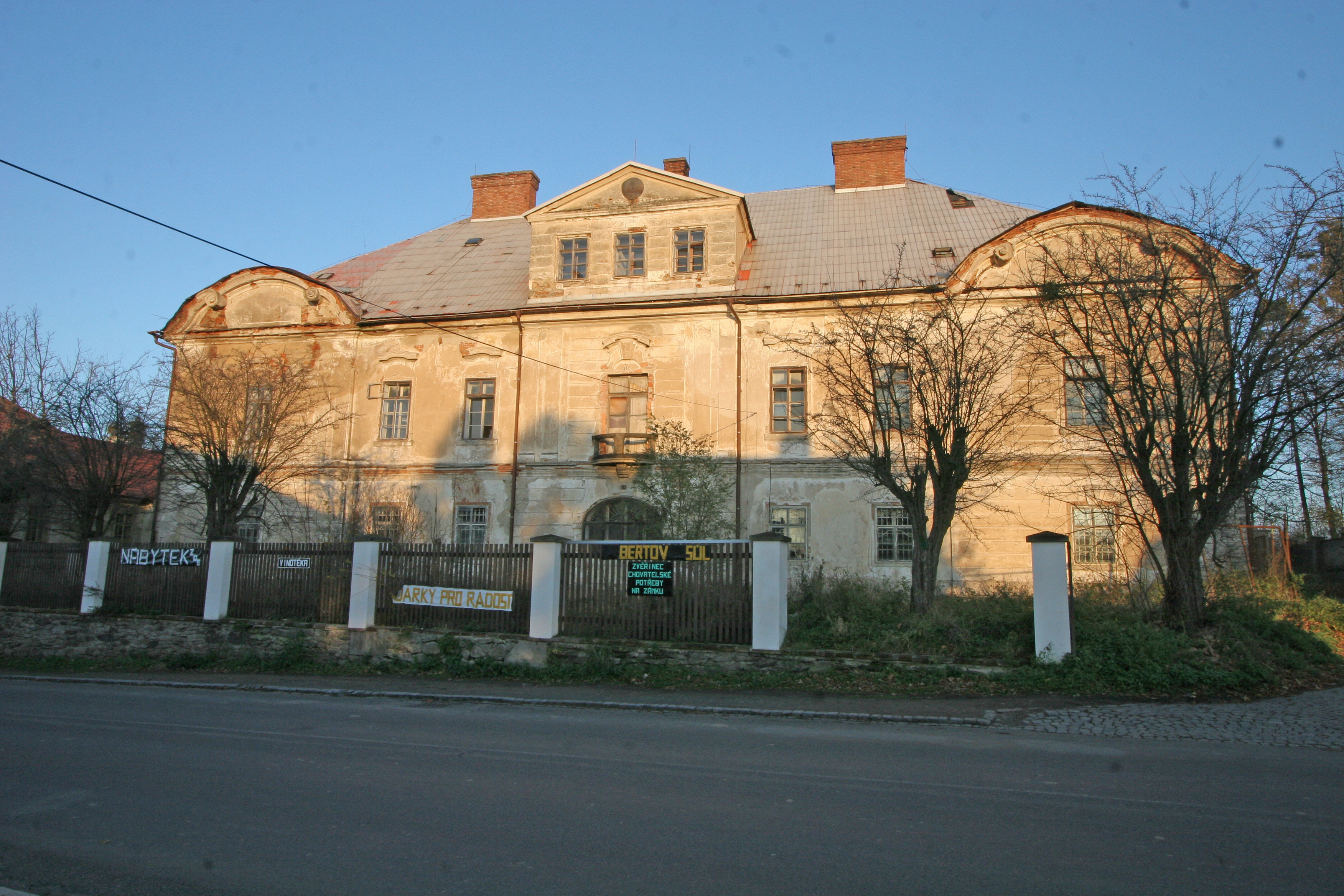
Nový zámek

### Zábělčická tvrz
Zábělčická tvrz (označovaná také jako Staré opatství) byla nejstarší částí zámeckého komplexu a také poslední připomínka vsi Zábělčice. Přesná doba její existence není známa, nicméně jako obydlená je zmiňována ještě v letech 1622–1624. Pravděpodobně po konfiskaci majetku Janu Rudolfovi Trčkovi z Lípy byla opuštěna a chátrala. K jejímu zániku došlo v letech 1834–1836, při výstavbě pivovaru na místě starého zámku. Jedná se tak o jedinou nedochovanou část komplexu.

### Goltzova tvrz
Nejstarší dochovanou částí zámeckého komplexu je Goltzova tvrz, kterou si v roce 1650-1653 nechal v těsné blízkosti Zábělčické tvrze postavit císařský generál Martin Maxmilián z Goltze, nový majitel panství. Jedná se o jednu z nejmladších věžovitých tvrzí na našem území. Od roku 1836 sloužila jako sklad chmele místního pivovaru, ale po jeho zrušení v roce 1912 chátrala. V roce 2004 se dočkala rekonstrukce a dnes slouží jako galerie.
Od roku 1963 je zapsána mezi kulturní památky.

### Starý zámek
Starý zámek byl vystavěn v letech 1774–1776 Leopoldem Krakovským z Kolovrat, ovšem v letech 1834–1836 byl zbořen a na jeho místě nechala hraběnka Terezie z Trautmannsdorfu postavit pivovar. Dnes se zde nachází Restaurace Na zámku.
Od roku [1963 je zapsán mezi kulturní památky.

### Nový zámek
Nový zámek nechal v letech 1768–1769 jako tabákovou továrnu vystavět Filip Krakovský z Kolovrat. Po přesunu výroby do Sedlce sloužil jako lazaret a od roku 1817, kdy jej zakoupila Louisa Herbersteinová z Kolovrat, tvoří součást zámeckého komplexu. V roce 1828 sem byla ze starého zámku přesunuta správa panství.
Od roku 1958 je zapsán mezi kulturní památky.